# Su-26 (航空機)
Su-26/Су-26
the UK Red Bull MatadorsのSu-26M
- 用途：スポーツ航空機
- 分類：アクロバティック用航空機
- 設計者：スホーイ設計局
- 製造者：
- 初飛行：1984年6月

Sukhoi Su-26は、星型レシプロエンジン1基を搭載したソビエト連邦製の単座の曲技飛行機である。中翼（de）直線翼と固定着陸装置があり、メインギア(主脚)はソリッドチタンアークにマウントされている。
Sukhoi Su-26は1984年6月に最初の飛行を行いオリジナルの4機は2枚のプロペラブレードを装備していた。生産機のSu-26Mでは、洗練されたテールサーフェイスとドイツ製MTV-9 3枚の複合プロペラブレードに切り替えられた。 さらなる改良がなされ、1986年の世界曲芸飛行選手権大会で男性と女性のチームが賞を受賞した。新型のM9F 430-hpエンジンを搭載した改良されたSu-26M3は、2003年と2005年のAerobatic World Championships、2004年のEuropean Championshipsを席巻した。

## 仕様
Su-26, 29, 31仕様書から
一般的な特長
- 乗組員：1
- 長さ：6.827 m (22 ft 5 in)
- 翼幅：7.80 m (25 ft 7 in)
- 高さ：2.89 m (9 ft 6 in)
- 翼面積：11.83m²（127ft²）
- 空重量：700 kg (1545 lb)
- 積載重量：790 (1743 lb)
- 最大離陸重量：962 kg（2123 lb）
- 航空用エンジン：1×Vedeneyev M-14P 9気筒星型エンジン、270 kW（360 hp）

性能
- 最高速度：450 km/h (281 mph)
- 巡航速度：295 km/h (193 mph)
- 航続距離：800 km (500 mi)
- 上昇限度：4,000 m (12,120 ft)
- 上昇率：18 m/s (3,543 ft/min)
- ロードファクター（英語版）：-10g ～ 12g

## 関連用語
- ユルギス・カイリス